# Панов Вадим Юрійович
Вади́м Пано́в (нар. 15 листопада 1972) — російський письменник-фантаст, автор циклу «Таємне місто» та інших романів і повістей. Двічі (у 2009 і 2010 роках) визнавався фантастом року в Росії.

## Біографія
Вадим Панов народився у сім'ї військового. У 1983 році його родина переїхала до Москви. У 1989 році поступив у Московський авіаційний інститут. Після закінчення інституту займався бізнесом.
Літературну діяльність розпочав у 2001 році. Найвідомішим твором Панова є цикл романів «Таємне місто», який присвячений життю останніх представників давніх рас на території Москви. За циклом романів вийшли настільна гра, онлайн-гра, компанією «Narr8» запущено інтерактивний серіал, а у 2013 році планується вихід телевізійного серіалу.
Був одним з авторів збірки пропагандистської фантастики з апологетикою так званої «ДНР», яку презентували у вересні 2021 року в Москві.

### «Таємне місто»
- Войны начинают неудачники
- Командор войны
- Атака по правилам
- Все оттенки черного
- И в аду есть герои
- Наложницы Ненависти
- Куколка Последней Надежды
- Тень Инквизитора
- Кафедра странников
- Правила крови (збірка оповідань)
- Королевский крест
- Царь горы
- День Дракона
- Запах страха
- Ребус Галла
- Паутина противостояния
- Головокружение
- В круге времен
- Мистерия мести (збірка оповідань)

### «Анклави»
- Московский клуб
- Поводыри на распутье
- Костры на алтарях
- Продавцы невозможного
- Хаосовершенство
- Ипостась

### «La Mystique De Moscou»
- Таганский перекресток (збірка оповідань)
- Занимательная механика
- Ручной привод

### «Герметикон»
- Последний адмирал Заграты
- Красные камни Белого
- Кардонийская рулетка
- Кардонийская петля

### «Prime World»
- Праймашина

## Премії
- 2004 Бомба року («Портал»)
- 2005 «Срібний кадуцей» у номінації «Найкращий цикл, серіал і роман з продовженням» за роман «Королевский крест» («Зоряний міст»)
- 2007 «Два серця» (літературний образ Москви і Санкт-Петербургу) за збірку оповідань «Таганский перекрёсток» («Басткон»)
- 2007 «Срібний кадуцей» у номінації «Найкращий цикл, серіал і роман з продовженням» за роман «День дракона» («Зоряний міст»)
- 2008 Найкращий російськомовний письменник-фантаст («Срібна стріла»)
- 2008 «Реальне майбутнє» за цикл «Анклавы» («Срібна стріла»)
- 2009 «Фантаст року» («РосКон»)
- 2009 «Найкраще продовження вітчизняного циклу» за роман «Запах страха» («Підсумки 2008 року» від журналу «Світ Фантастики»)
- 2010 «Бронзовий кадуцей» у номінації «Найкращий цикл, серіал і роман з продовженням» за роман «Продавцы невозможного» («Зоряний міст»)
- 2010 «Харківський дракон» («Зоряний міст»)
- 2011 «Найкращий фантастичний світ» за роман «Последний адмирал Заграты» («Срібна стріла»)
- 2011 «Філософський камінь» (за визначний внесок у фантастику) («Зоряний міст»)
- 2012 «Чаша Бастіону». 3 місце за роман «Последний адмирал Заграты» («Басткон»)
- 2012 Премія імені Афанасія Нікітіна за роман «Последний адмирал Заграты» («Басткон»)
- 2012 «Наукова фантастика року» за роман «Последний адмирал Заграты» («Підсумки 2011 року» від журналу «Світ Фантастики»)

## Політичні погляди
Підтримав анексію Криму Росією, що підтверджується публікаціями у живому журналі.